# Louise Eriksson
Louise Eriksson (* 8. Februar 1991) ist eine schwedische Badmintonspielerin. 

## Karriere
Louise Eriksson nahm 2011  an den Badminton-Weltmeisterschaften und 2012 an den Europameisterschaften teil. Bei den Welsh International 2010 wurde sie im Damendoppel mit Amanda Wallin Zweite, bei den Slovak International 2010 Dritte. In der Abschlusswertung des BE Circuits 2010/2011 wurden beide letztlich Fünfte. Bei den schwedischen Badmintonmeisterschaften 2012 gewann sie gemeinsam Bronze.

## Referenzen
- Louise Eriksson beim Badminton-Weltverband

| Personendaten    | Personendaten                  |
| ---------------- | ------------------------------ |
| NAME             | Eriksson, Louise               |
| KURZBESCHREIBUNG | schwedische Badmintonspielerin |
| GEBURTSDATUM     | 8. Februar 1991                |